# Las suplicantes (Esquilo)
Las suplicantes (Ἱκέτιδες / Hiketides) es una tragedia de Esquilo que se suele datar entre el 466 y el 463 a. C.

## Personajes
- Coro de las Danaides
- Dánao
- Pelasgo[1]
- Un Heraldo
- Argivos

## Argumento
Trata de las cincuenta Danaides, hijas de Dánao, que, antes de lo que se representa en la tragedia, viven con él en Egipto. 
Las Danaides, conducidas por su padre, han llegado a Argos huyendo de los hijos del rey Egipto, que pretendían obligarlas a casarse con ellos. Una vez en Argos, se hacen suplicantes de Zeus, ascendiente suyo, refugiándose en el altar dedicado a él. También invocan la protección de Helio, la de Apolo y la de Poseidón. 
Las suplicantes temen ser forzadas por sus perseguidores y suplican por el derecho a no ser entregadas a quienes no quieran ellas, a disponer de su propio cuerpo y a decidir sobre él.
Desde el altar, las Danaides refieren a Pelasgo, rey de Argos, su genealogía: Ío fue una argiva que, transformada en vaca, llegó errante a la región del delta del Nilo y allí engendró de Zeus a Épafo. Éste fue padre de Libia, y ésta fue madre de Belo, padre de Dánao y Egipto. Dánao tuvo 50 hijas, que son ellas; y Egipto, 50 hijos. Las Danaides amenazan con suicidarse ahorcándose con sus ceñidores y sus cinturones en las estatuas de los dioses que hay en el altar.
Pelasgo se interesa por su petición de asilo, pero ha de sopesar la posibilidad de entrar en guerra con Egipto por proteger a las suplicantes. 
El rey consulta con el pueblo, que decide protegerlas. En la escena se da la noticia de la entrada de un barco egipcio cuyo heraldo increpa a las Danaides y al rey, y expone su derecho a llevarse a su país a las Danaides. Amenaza con la guerra contra Pelasgo si no se aviene a dárselas. Pelasgo se niega, y acoge a las suplicantes, que hacerlo es un deber con los dioses y un deber con sus conciudadanos, que así lo han requerido.

## Temáticas tratadas
Ésta es la primera pieza de una tetralogía. No se conservan las otras obras que la componían; pero se cree que son las tragedias Los egipcios y Las Danaides, más el drama satírico Amimone.
Se supone que el número de personas que componían el coro era de doce.
La situación trágica que plantea Esquilo en esta obra consiste en la angustia que supone el deber de decisión del rey Pelasgo, puesto que, tome la que tome, conducirá a una desgracia: acoger a las Danaides llevará a la guerra contra Egipto; entregarlas a los perseguidores desatará la cólera de Zeus por haber roto las reglas de la hospitalidad, y además habrá sido en perjuicio de unas mujeres que defienden su derecho a disponer de su libertad frente a las convenciones y a las conveniencias políticas.
El derecho de asilo queda reflejado en estas palabras de Dánao:

Que libres habitamos esta tierra, sin consideración de gente prisionera, sino con el derecho humano del asilo. Que nadie, ni habitantes del país, ni tampoco extranjero, nos pueda reducir a servidumbre; y, si alguien nos hiciera violencia, el noble que no acuda en nuestra ayuda quede privado de derechos y sufra la pena del destierro por decreto del pueblo.

Pelasgo, lejos de mostrarse como un tirano, consulta a su pueblo sobre la suerte de las suplicantes, poniendo de manifiesto los rasgos democráticos de la ciudad de Argos.
En las otras obras que componían la tetralogía, se trataría el tema del derecho al amor: las Danaides se casan con los egipcios, a los que matan en la noche de bodas; sin embargo, una de ellas, Hipermestra, perdona a su esposo, y será juzgada por ello.